# 327

## Esdeveniments
- L'emperador Constantí el Gran decreta que els esclaus rurals només poden ser venuts a la província on resideixen, a fi de resoldre la manca de mà d'obra a l'Imperi Romà.[1]
- S'acaba la basílica de Constantí, predecessora de l'actual basílica de Sant Pere del Vaticà, a Roma.[2]
- Geòrgia adopta el cristianisme com a religió oficial
- Es comença a construir la catedral d'Antioquia, a Síria (actualment, en territori turc).[3]

## Naixements
- Gaudenci de Novara, sant, bisbe de Novara
- Urbà de Langres, bisbe i sant francès
- Zhang Chonghua, duc de Xiping i príncep regent de Liang

## Necrològiques
- Betausi, bisbe de Reims
- Autel, Awtel o Mar Awtel, monjo i sant de Lícia, a la costa sud-oest de l'Àsia Menor